# 迈锡尼文明

一位邁錫尼女性，古希臘人種

邁錫尼希臘（或邁錫尼文明）是古希臘青銅時期的最後階段，時間起終點約為公元前1750年及公元前1050年。 它以富麗堂皇的國家、城市組織、藝術作品和書寫系統代表了希臘本土第一個先進的、獨特的希臘文明。 邁錫尼人是希臘本土的民族，他們很可能受邁諾斯文明和其他地中海文化的接觸的刺激，從而發展出他們自己的更複雜的社會政治文化。 最著名的遺址是邁錫尼，這個時代的文化就是以此命名的。 其他出現的權力中心包括皮洛斯、梯林斯、伯羅奔尼撒半島之Midea、Orchomenus、底比斯、希臘中部的雅典和色薩利的伊奥科斯。邁錫尼人的定居點也出現在伊庇魯斯、馬其頓、愛琴海的島嶼上、小亞細亞西南海岸、塞浦路斯，而受邁錫尼影響的定居點出現在黎凡特和意大利。
邁錫尼時期的希臘人在工程、建築和軍事基礎設施領域引入了多項創新，而地中海廣大地區的貿易對邁錫尼時期的經濟至關重要。 他們的音節文字線形文字B，提供了印歐語系之希臘語的重要書面記錄，他們的宗教已經包括了奧林帕斯十二神之中幾位神祇。 邁錫尼時代的希臘由武士精英社會主導，由以宮殿為中心的國家網絡組成，這些國家發展出嚴格的等級制度、政治、社會和經濟制度。 這個社會的領袖是國王，被稱為瓦納克斯。
邁錫尼希臘隨著東地中海青銅時代文化的崩潰而滅亡，緊隨其後的是希臘黑暗時代，這是一個無記錄的過渡時期，導致古希臘在古風時期發生了從宮殿集中到分散社會經濟組織形式的重大轉變 （包括鐵器時代的開始）。 對於這個文明的終結提出了各種理論，其中包括多利安人入侵或與“海洋民族”有關的活動。 還提出了其他理論，例如自然災害和氣候變化。 邁錫尼時期成為許多古希臘文學和神話的歷史背景，包括《特洛伊始末》。

## 编年

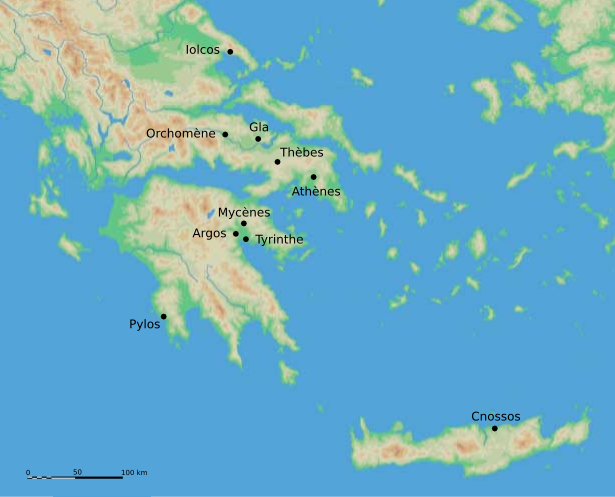
邁錫尼文化的主要遺址

迈锡尼文明的年表是由瑞典学者阿恩·富马克根据所发现物品的类型和所属地层编纂的，虽然有一些批评，但它还是得到了广泛的运用。这个时期对应于希腊青铜时代晚期（HR；英文, LH）
- 前1550年–前1500年：青铜时代晚期 I （迈锡尼的墓坑圈A与B）
- 前1500年–前1450年：青铜时代晚期 II A
- 前1450年–前1425年：青铜时代晚期 II B （迈锡尼人到达诺索斯）
- 前1425年–前1380年：青铜时代晚期 III A1 （诺索斯被毁，大陆迈锡尼宫殿的初建）
- 前1380年–前1300年：青铜时代晚期 III A2 （迈锡尼宫殿建造的高峰）
- 前1300年–前1250年：青铜时代晚期 III B1 （期间迈锡尼王国及其属国下的人口达到150万人）
- 前1250年–前1200年：青铜时代晚期 III B2 （阶段末期大陆宫殿被毁）
- 前1200年–前1125年：青铜时代晚期 III C1
- 前1125年–前1100年：青铜时代晚期 III C2

HR I对应于青铜时代中期与晚期的转换期，迈锡尼文明的文化开始于此时期。
HR II时期遗迹有了显著的增加。在该时期的末叶，米诺斯王宫诺索斯、斐斯托斯、马利亚和萨克罗（Zakro）已经建成。其后只有诺索斯宫被重新使用，并融入了迈锡尼的风格。一般认为它被入侵克里特的迈锡尼人占领并夺取了权力。皮洛斯的线性文字B文献大致定年为HR IIB。
HR III时期迈锡尼文明继续他们的扩张。在克里特之后，其余的爱琴海岛屿（如塞克拉迪斯和罗得岛）以及小亚细亚都出现了他们的定居点。事实上，在整个地中海沿岸都能发现迈锡尼物品，甚至从中欧直到不列颠群岛。在塞浦路斯和黎凡特也发现了迈锡尼人的定居点。
在希腊本土，王宫、城堡以及圆顶墓变得越来越壮观。对于HR III B1时期，在迈锡尼和奥尔霍迈诺斯发现的珍品见证了迈锡尼统治者所积累的财富。这一个时期是迈锡尼文明的巅峰。诺索斯的那些文献无疑属于HR III B（约前1250年）。

## 迈锡尼人
自从线性文字B书写的泥板被翻译以来，人们认识到从前所说的“迈锡尼人”其实是希腊人。但是没有迈锡尼文献提示他们如何称呼自己的。在《伊利亚特》中，希腊人通常被称为“亚该亚人”，并且考虑到在青铜时代晚期赫梯文献中“Ahhiyawa”的称呼，可以将“亚该亚人”的称呼联系到迈锡尼人。然而，第二个论证远未被人所承认；并且关于第一个论证应该指出，“亚该亚”这个称呼在荷马的词句中可以有很多不同的指称。

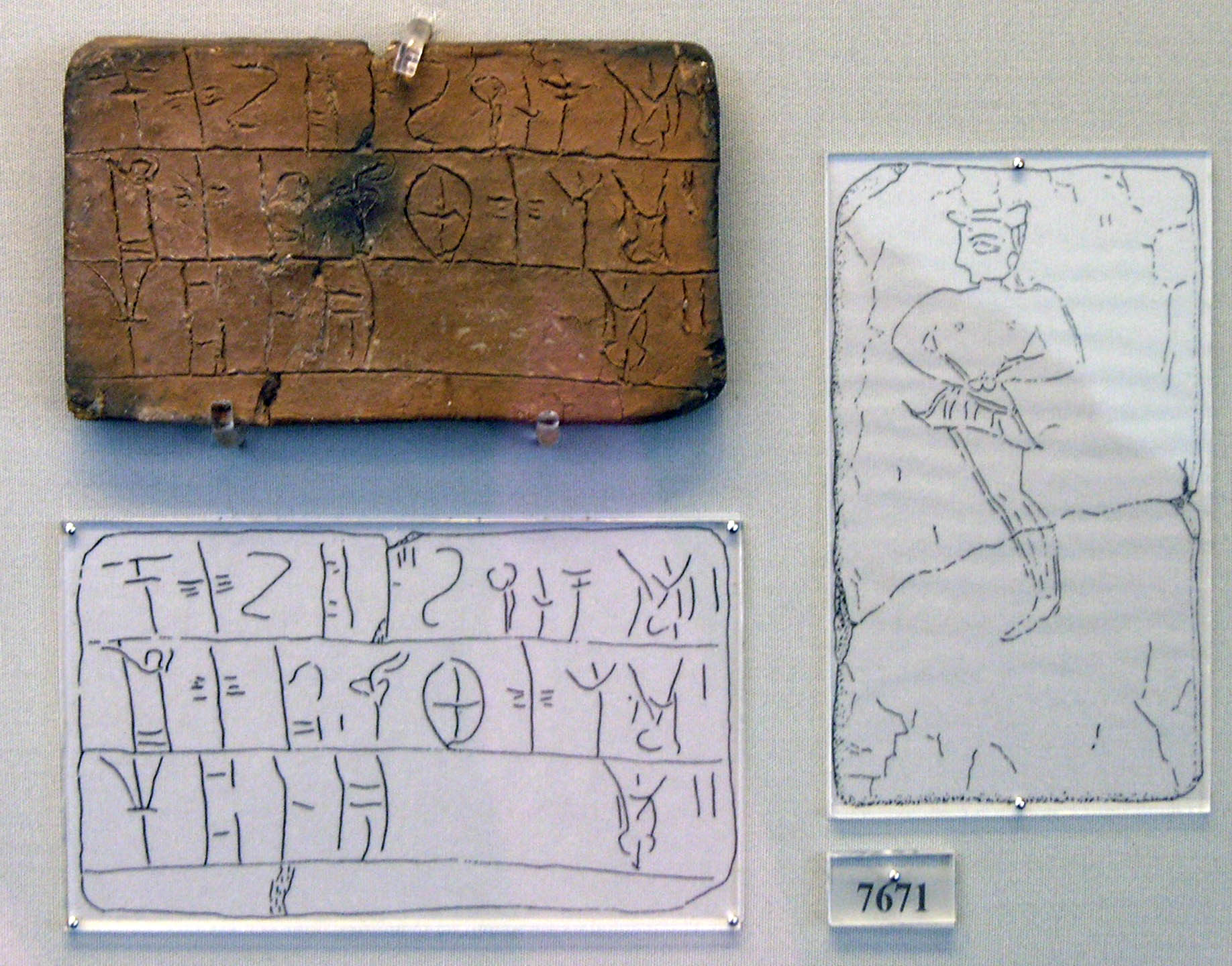
線形文字B樣本

语言学的分析将线性文字B的文本所表达的迈锡尼语言关联到其后的希腊语，特别是爱奥尼亚方言、阿提卡方言或者是伊奥利亚方言，但非古典时期的亚该亚方言。前几种因此可能为迈锡尼语言的后继，而后者也许源自一种消失了的与迈锡尼语言有联系，但不同于迈锡尼方言的青铜时代希腊语。
不同阶段间语言的比较可能无法给出足够的证据来认定迈锡尼人。此外，并没有证据证明他们是由同一个种族或语言群体构成；似乎更有可能的是，他们是一个多民族，比如亚该亚人、爱奥尼亚人等的祖先所形成的集体，而非一个单一的民族。

## 考古发现

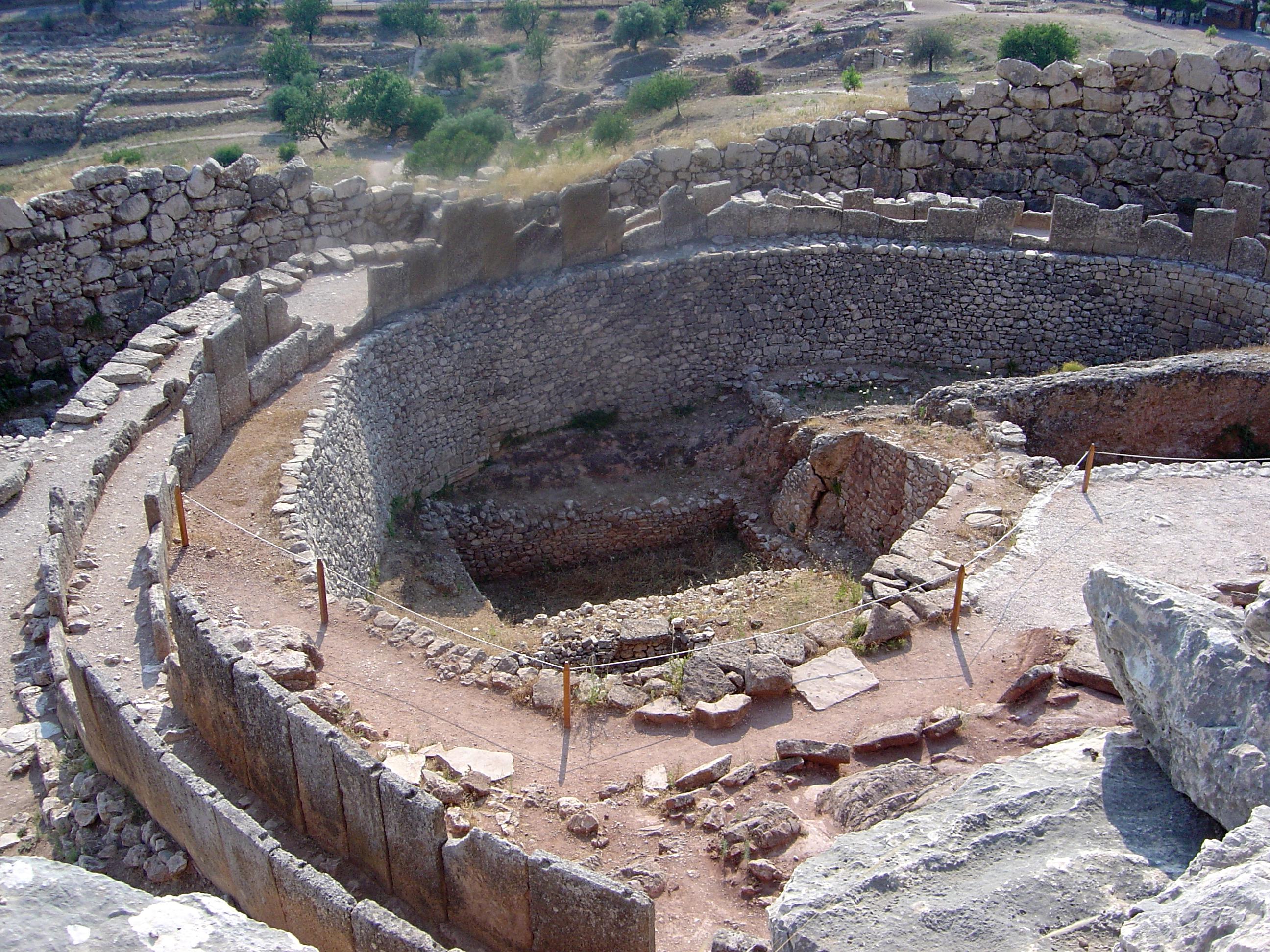
迈锡尼遗址

它是在十九世纪末由海因里希·施里曼于发掘迈锡尼（1874年）和梯林斯（1886年）的过程中重现天日的。施里曼相信自己找到了荷马史诗《伊利亚特》和《奥德赛》中所描写的世界。在一个迈锡尼的墓穴中，他将所发现的一个金箔面具命名为“阿伽门农面具”。同样，他将一个在皮洛斯发掘的宫殿命名为“涅斯托耳宫”（得名自神话中皮洛斯王国的国王涅斯托尔）。
二十世纪初，阿瑟·埃文斯爵士对克里特岛进行了发掘研究，自此迈锡尼世界理清了与先于它的米诺斯文明之间的关系。在对克里特岛上的诺索斯进行发掘期间，埃文斯发现了数千块年代约在前1450年的粘土泥板，由宫殿的一次大火意外地烘烤成型。
在这些泥板上他辨认出了一种未知文字，他认为这种文字比线性文字A更先进，因而命名为线性文字B。此外，在迈锡尼、梯林斯、皮洛斯等迈锡尼宫殿内也发现了写有这种文字的泥板。1952年，这种文字终于被迈克尔·文特里斯和约翰·查特威克破解，鉴定为古希腊文的一种字体。自此，迈锡尼文明逐渐被人所了解，从而走进了文字历史，被定位于爱琴文明的青铜时代。
然而，使用线性文字B书写的泥板只是非常有限的文献资源，加上在器皿上的镌刻，总共才有5000篇。而作为对比，同时期的古代美索不达米亚文明都有数以十万计的文书。此外，这些泥板文字都相当短，且大部分都出于行政目的，如仓库清点和会计记录等为了存档之作。不过从另一方面讲，这也说明了这个文明视野的客观性，没有夸大宣传的踪迹。

## 政治结构

### 迈锡尼世界

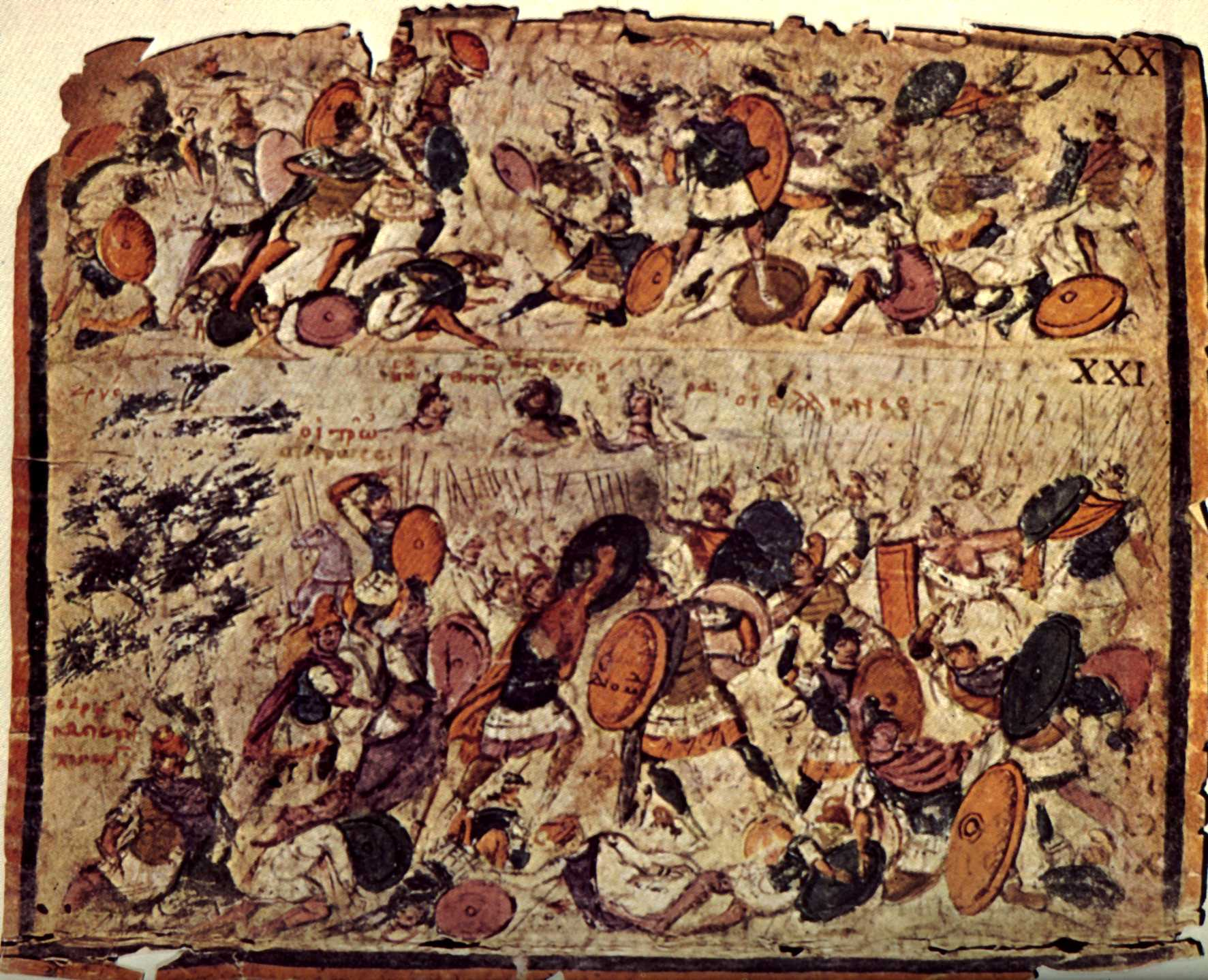
《伊利亚德》的战争场面，安布罗西手抄本

在直接证据缺失的情况下，我们无法确切地了解迈锡尼世界的政治结构。根据荷马的陈述，当时的希腊分为数个国家，如《伊利亚特》中的城市：透過考古所为人熟悉的迈锡尼、皮洛斯、奥尔美那斯等，也可能还有斯巴达或伊萨卡。不过考古学家无法确认这一点，只有皮洛斯和洛索斯两个城邦被线性文字B文献所证实。然而，仍无法知道阿尔戈斯地区的政治中心（如果确实有的话）在何处：迈锡尼、梯林斯或是阿尔戈斯？对于雅典地区呢？以及戈拉（Gla）和伊奥科斯呢？
赫梯文献中提及的一位“Ahhiyawa人的国王”被对照为“亚该亚人(Akhaian)的国王”，可能即为《伊利亚特》中亚该亚人的国王阿伽门农。但是没有证据表明赫梯语言中的Ahhiyawa就是荷马的Akhaian，而且他们王国的位置还在争论中：小亚细亚、罗得斯岛或是希腊大陆。有一些基于赫梯文献和荷马史诗的研究希望证明迈锡尼时代的希腊是个由一位（拉丁语：同等者中之首）的国王统治的联邦国家。但仍无根据证实这个观点。

### 国家：皮洛斯和诺索斯
在小范围内，我们已经透過线性文字B的文献，对于皮洛斯和诺索斯两个国家内部的组织形式有了初步的认识。不过，这里也并非不存疑点。
这些国家似乎是一个王国，由一个国王——wa-na-ka (ϝάναξ / wánax)——进行统治。国王的职责无疑是军事、司法和宗教。这个词可与荷马的  / anax（神祇，统治者，家长）等同，它在献祭的文书中出现过九次，说明皮洛斯和诺索斯的统治者享有某种宗教地位。然而，如同在荷马那里一样，这个词同时也用来表示一个神。
他由一个ra-wa-ke-ta（“大将军”）辅佐，应为军队的首领。他们两个都拥有自己的领地：te-me-no (τέμενος / témenos)。别的显贵被称为te-re-ta（“地主”），根据文献为土地所有者，他们可能也有神职。e-qe-ta (equetai)——字面上为（“骑士”的）“战友”——形成了国王的拥胄，他们是武人。
在宫廷人员这边，有一些其他达官贵人负责地区行政事务。皮洛斯王国划分为两个大省：de-we-ra ka-ra-i-ja，皮洛斯周围的“近省”；以及Pe-ra-ko-ra-i-ja，“远省”，位于re-u-ko-to-ro城周边。整个国家再划分为17个区，以及各个乡镇。为了管理各区，国王任命一个ko-re-te（koreter，“总督”）和一个pro-ko-re-te（prokoreter，“副总督”）。管理乡镇和其da-mo （字面上为“人民”，见希腊文 δῆμος / dêmos）的人被称为do-mo-ko-ro（damokoros，字面上即为管理damo的人）。此外，pa-si-re-u（参考 βασιλεύς / basileus）也参与乡镇一级的管理，但他的职责不明，可能掌管一个元老委员会：ke-ro-si-ja（参考 γερουσία）。

## 社会

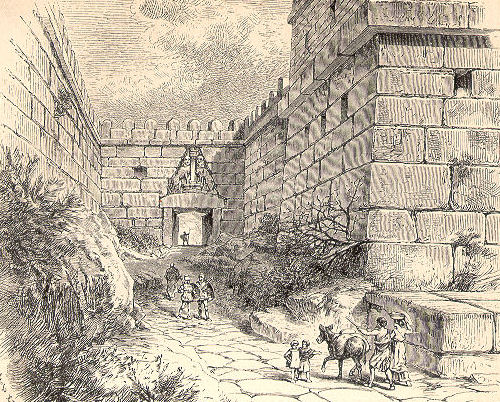
昔日狮子门想象

迈锡尼社会似乎分成两类自由人：国王的拥胄，负责王室行政；以及普通人民（da-mo），生活在乡镇里。正如前面所述，后者为王室委派人员所掌管，他们需要完成徭役和对王室赋佃租。
而生活在王宫范围内的人，有一部分为富裕的高级公务员，可能居住在各个宫殿周边宽敞的住房里；此外还有一些职业与王室相关的人员：手工匠、农民、可能还有商人，他们未必比一般人民富裕。处在社会的最底层的是奴隶，do-e-ro（男性）和 do-e-ra（女性） (cf. δούλος / doulos)，只有为王室工作的奴隶在文献中提及过。

## 经济
从文献来看，迈锡尼王国的经济组织分为两个部分：一部分围绕着王室进行，而另一部分是为自己服务。从另一个角度看，这恰恰反映了社会的组织结构。不过这也不妨碍为国王服务的个人同时为自己谋利的行为。
经济由记录货物进出的司书监控，他们安排工作以及统筹配额。被称为du-ma-te的人似乎是掌管地方经济的总督。

### 农业
迈锡尼王国皮洛斯和诺索斯的土地被分成两个部分：宫廷用地ki-ti-me-na以及地方的土地ke-ke-me-na，后者由文献所称ka-ma-na-e-we的人来耕种，他们无疑就是人民。宫廷用地在文献中被确证，一部分由国王和元帅的领土组成，另一部分作为福利（o-na-te-re）提供给宫廷行政人员。后者可以利用奴隶，或是以出租给自由民的形式来耕种这些土地。
农产品为传统的“地中海三部曲”：谷物、橄榄、葡萄。种植的粮食为小麦和大麦。人们也种植橄榄树，为了获取橄榄油。后者并非为了食用，而是作为保養品和香水之用。葡萄种植也很普遍，出产不同种类的葡萄酒。此外，人们还培育制衣用的亚麻，榨油用的芝麻以及各种果树，如無花果树。
畜牧业由绵羊和山羊主宰。猪和牛都不太常见，马只用于牵引战车。

### 手工业
手工业组织主要出现于宫殿地区，皮洛斯的文献表明他们的工作相当专业化，每一个工人的技能归于特定的类别，并在生产过程中占据特定的位置。这种分工在纺织业中尤其明显。
纺织业是迈锡尼经济的主要部门，诺索斯的文本提供了一个纺织生产过程的全景：从成群的绵羊直到宫殿仓库里的成品，以及剪羊毛、羊毛修补作坊、工作环境等方面。皮洛斯宫拥有大约550名纺织女工，在诺索斯则多至900名。文献中至少记录有十五种纺织相关技能。除羊毛之外，亚麻是应用最多的织料。
在皮洛斯还发现了冶金业，拥有400名工人。我们从资料中得知每个铜匠平均分配3.5公斤的青铜的工作量。但我们不知道他们如何得到报酬：令人费解地，配给记录表上没有他们的份额。在诺索斯，一些泥板记录了劍的制造，但没有提及真正的冶金业。
同样被记录的还有化妆品业。泥版记录了玫瑰、藥用鼠尾草等香油的制造。考古学研究还发现了隶属宫殿的作坊内还有其他职业的手工艺人：金银匠、象牙匠、宝石工、陶匠，那里还生产橄榄油。某些领域转向了出口。

### 商业
商业活动很奇异地没有进入书面纪录。同样，当皮洛斯的香料油被装入小罐后，就再也没有记录它们去向何处了。在底比斯出土了装有香油的带柄陶罐，它们刻有线性文字B，注明产地为东克里特岛，然而克里特岛上的泥版对于油料出口却只字未提。对于纺织品的流通，现有的资料也非常稀缺。我们知道米诺斯人曾经将织品出口至古埃及，迈锡尼人应该也如此。实际上他们的海上贸易在米诺斯文明衰亡之后有了突飞猛进的成就，根据这个事实可推断，他们很可能从米诺斯人处获得了航海的知识。儘管缺乏書面資料，我们仍能推断一部分的商品：纺织品、油料、甚或是冶金制品，是为了王国以外的市场生产的，因为它们的生产数量相对国内消费来说非常过剩。
此外，我们可以依赖考古学获得迈锡尼制品出口至希腊以外的情况。相当数量的器皿发现于爱琴海、安纳托利亚、黎凡特、埃及，及西方的西西里，甚至中欧以至大不列颠。一般情况下，迈锡尼货品的流通可以透過“结节”——现代条形码标签的祖先——来保证其可跟踪性。它是一种粘土小球，在手掌中用一条带子（可能是皮革）打磨而成，用来系在所有货品上。结节上标有一个印戳以及一个代表物品的图符，有时候人们还会加上其他訊息：品質、产地、目的地等。
1982年底比斯出土了55个结节，带有表示牛的圖騰。根据它们，我们可以重建这些牛的旅程：它们来自整个维奥蒂亚，甚至埃维亚岛，被运至底比斯做祭祀品。所系结节是为了证明这些家畜并非盗得，同时标明它们的产地。一旦它们到达目的地，这些结节就被取走并收集以制作会计泥版。结节被用在各种货品上，这解释了为何迈锡尼的会计文献能够如此准确。司书们不用自己来清点物品，他们靠结节来记录表格。
前14世纪和前13世纪，迈锡尼人向整个雅典乃至地中海东中部地区出口彩陶器皿，从塞浦路斯和撒丁岛进口铜，从叙利亚进口象牙，从埃及进口其他奢侈品。

## 宗教
要辨析迈锡尼文明的宗教事务是相当困难的，特别当它涉及到考古遗迹时，因为要在其内确定一个宗教场所通常十分复杂。至于文本，只有寥寥数列供奉表单给出了一些神的名字，而我们对于他们的宗教实践则一无所知。
迈锡尼人的神谱内已经有不少古典希腊神话中的神祇。波塞冬似乎占有很高的地位，特别是诺索斯的文本中。这个阶段似乎也出现了一个地神，掌管地震。我们还能找到一系列女神或者Potnia （页面存档备份，存于），对应于不同的宗教地点，比如一个克里特岛上的“迷宫女神”，让我们联想到迈锡尼迷宫的神话，如代达罗斯所作的那个。也有一个母神 （页面存档备份，存于），名为Diwia。另有一些经典时代的神被鉴别出来，如宙斯-赫拉夫妻、阿瑞斯、赫耳墨斯、雅典娜、阿耳忒弥斯、狄俄倪索斯、厄里倪厄斯等。缺席的神有阿波罗、阿佛洛狄忒、得墨忒耳（这些是来自东方的神）以及赫淮斯托斯。
在迈锡尼时代没有发现什么大的神庙，在一些城堡里发现的大型建筑，由一个长方形的中央室加上周围的小房间组成，可能被用作宗教场所。此外，也可以假设存在一种室内宗教。一些圣堂可以被辨认出来，比如在Phylakopi，能够找到大量的疑似用于献祭仪式的小雕像。也有假设认为德尔斐、多多纳、提洛及厄琉息斯在当时已经是重要的圣地，不过这一点很难证实。

## 建筑

### 要塞

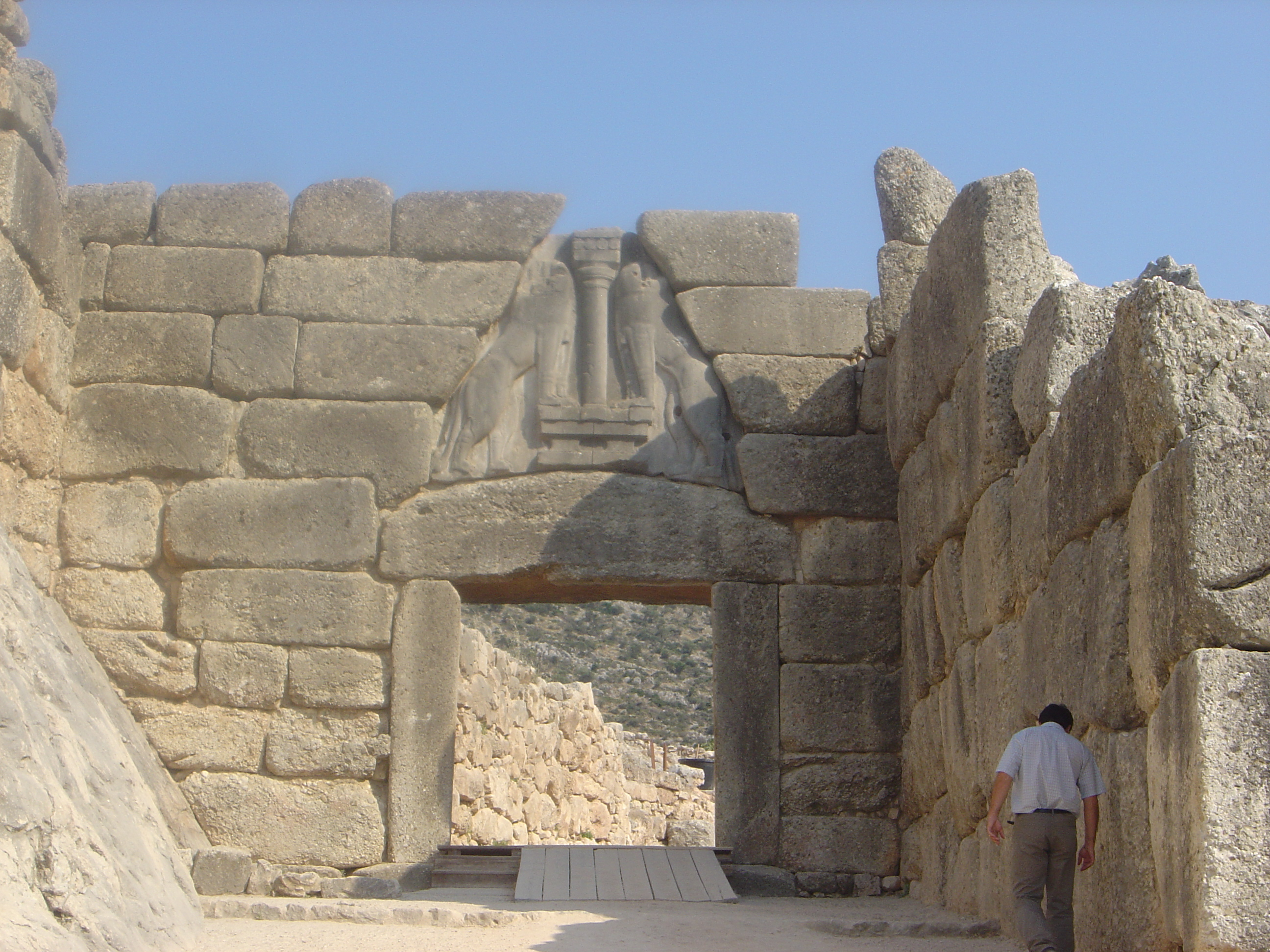
迈锡尼城的狮子门

主要的迈锡尼城市都加筑有工事，它们可以位于卫城上，比如雅典和梯林斯；或是背靠山峦，如迈锡尼；或在海岸线上，比如戈拉和皮洛斯。除了这些城堡之外，还发现了一些孤立的要塞，无疑是用作对领土的军事控制。迈锡尼的城墙通常是“蛮石式”的：他们通常由宽至八米的巨石块堆砌而成，中间不用粘合。或者，当无法获得巨石的时候，用石头一块嵌一块地搭起。城墙的设计使用了不同的进出口：巨大的城门、坡道，或在遭受围困时所用的暗门和地下拱顶通道。考虑到战争的可能，城内还配备了水箱或水井。

### 民居
迈锡尼遗址通常包含有不同类型的民居。最小的是边长介于5米到20米之间的直方形住宅，这是社会最底层人口所居住的。它们通常有一个或几个房间构成，后一种情况在晚近的时期出现的更多。更高等级的住房，是面积更大，更精致的建筑，边长约在20米至35米之间，拥有几个房间，甚至一个中央院落。它们的空间安排类似于宫殿的模式。我们无法确定这是否是迈锡尼贵族所居住的场所，因为还有一种假设认为这些是宫殿的延伸，因为后者通常就在左近。

### 迈锡尼宮殿

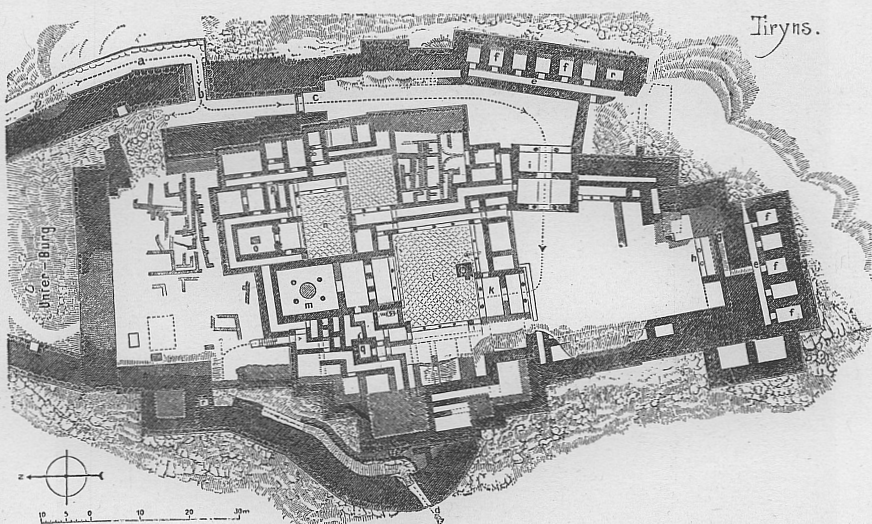
梯林斯的宫殿平面图

邁錫尼、梯林斯和皮洛斯的宮殿式建築豎立在山丘或岩石祼露的山頂上，突出於周圍環境。梯林斯和皮洛斯的宮殿保留最為完好，迈锡尼和莫內萊恩只保留了部份。在希臘中部，底比斯和奧爾霍邁諾斯僅挖掘了部分。另一方面，建在雅典衛城的宮殿幾乎被完全摧毀。在色薩利的迪米尼有一座堅固的建築，可能是古代的伊奧爾科斯，許多考古學家認為是一座宮殿。位於拉科尼亞，現今村莊Xirokambi 附近的一座迈锡尼宫殿被發掘。
位於希臘中部的宮殿有一些共同特點。一個迈锡尼宫殿的社會政治中心是“迈加隆”（ / ），王座房间。迈加隆裏，有一個圓形的爐，被四根立柱环绕。王座一般在入口的左侧，迈加隆內裏奢華的裝潢，誇耀的圖像旨在展示統治者的政治和宗教權力。進入迈加隆雖要通過一個庭，這個庭是通過propylon到達。宮殿圖像在整個希臘非常統一。例如，在皮洛斯和梯林斯，畫作主題側重於海洋，描繪了章魚、魚和海豚。迈加隆周圍有一些庭院，這些庭院分間了幾個不同尺寸的房間，如儲藏室和工作坊，以及接待廳和住所。總的來說，邁錫尼宮殿出產了大量的文物和零碎的壁畫。
皮洛斯、邁錫尼和蒂林斯的宮殿有一些額外共同特點；一個帶有柱廊的大庭院位於迈加隆中央的前面，而在這些結構中還發現了第二個但較小的迈加隆。位於皮洛斯的宮殿的樓梯顯示宮殿有兩層。王室成員的私人住所可能位於二樓。

## 艺术品和手工艺品

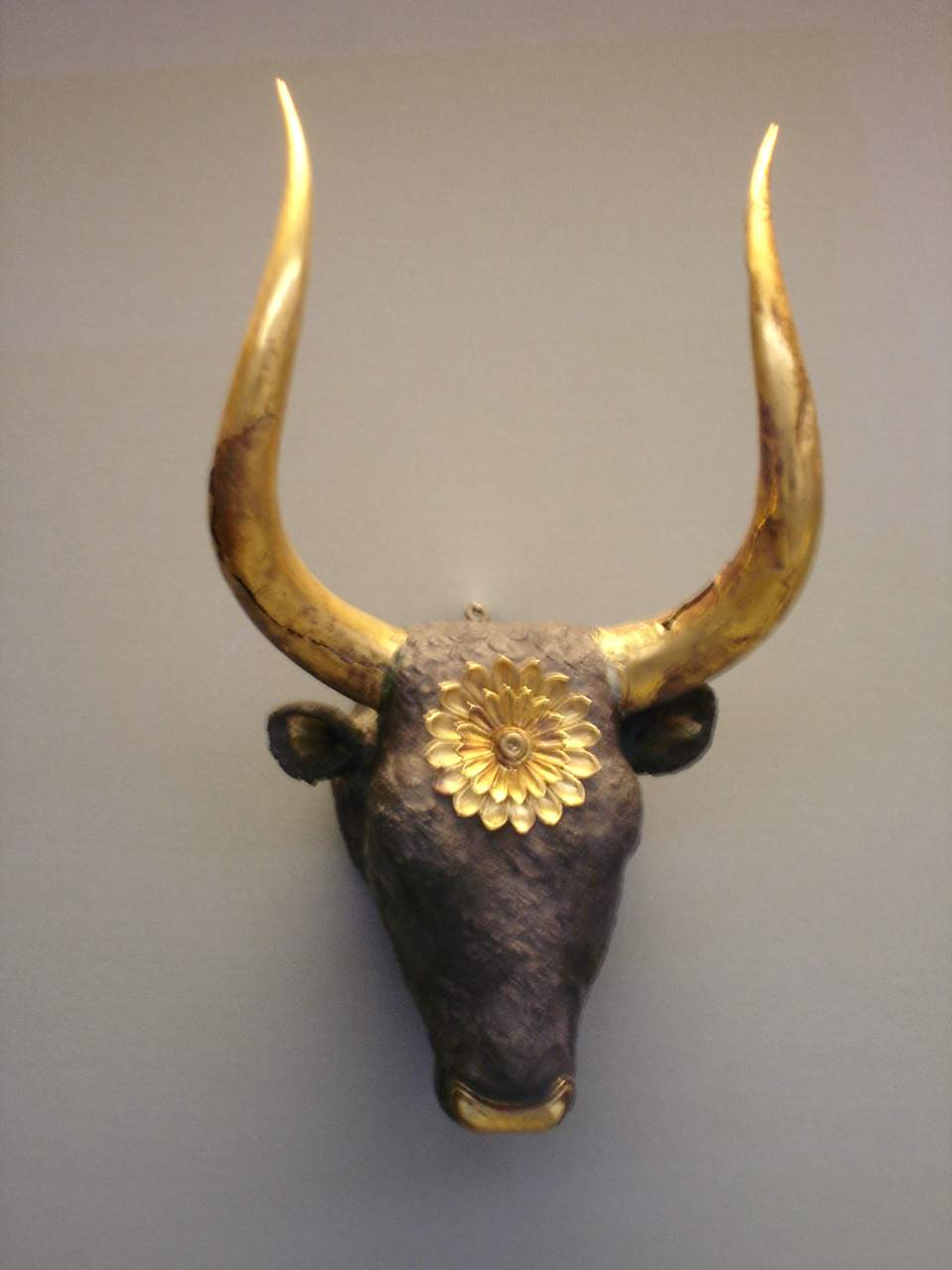
公元前16世紀 附有銀色模鍛的金角牛形器皿，自邁錫尼墓圈一號出土（現展覽於雅典的考古博物館）。

### 陶器
考古在迈锡尼时代发现了大量的陶器，风格、大小十分多样：带环把的瓮、壶、双耳爵、像香槟酒杯一样的罐子等。在HR III B时期，尤其在向希腊大量出口的阿尔戈斯地区发现的所有样品风格相当统一，同时生产数量也有了显著的提高。出口的产品一般都更为奢华，并绘有精美的装饰，比如神话、战争、动物等主题。另一种餐具是金属的（主要是青铜），发现的数量也相当可观。外形主要有三脚、盆状或灯状。此外还发现过釉陶或是象牙质的器皿。

### 雕塑

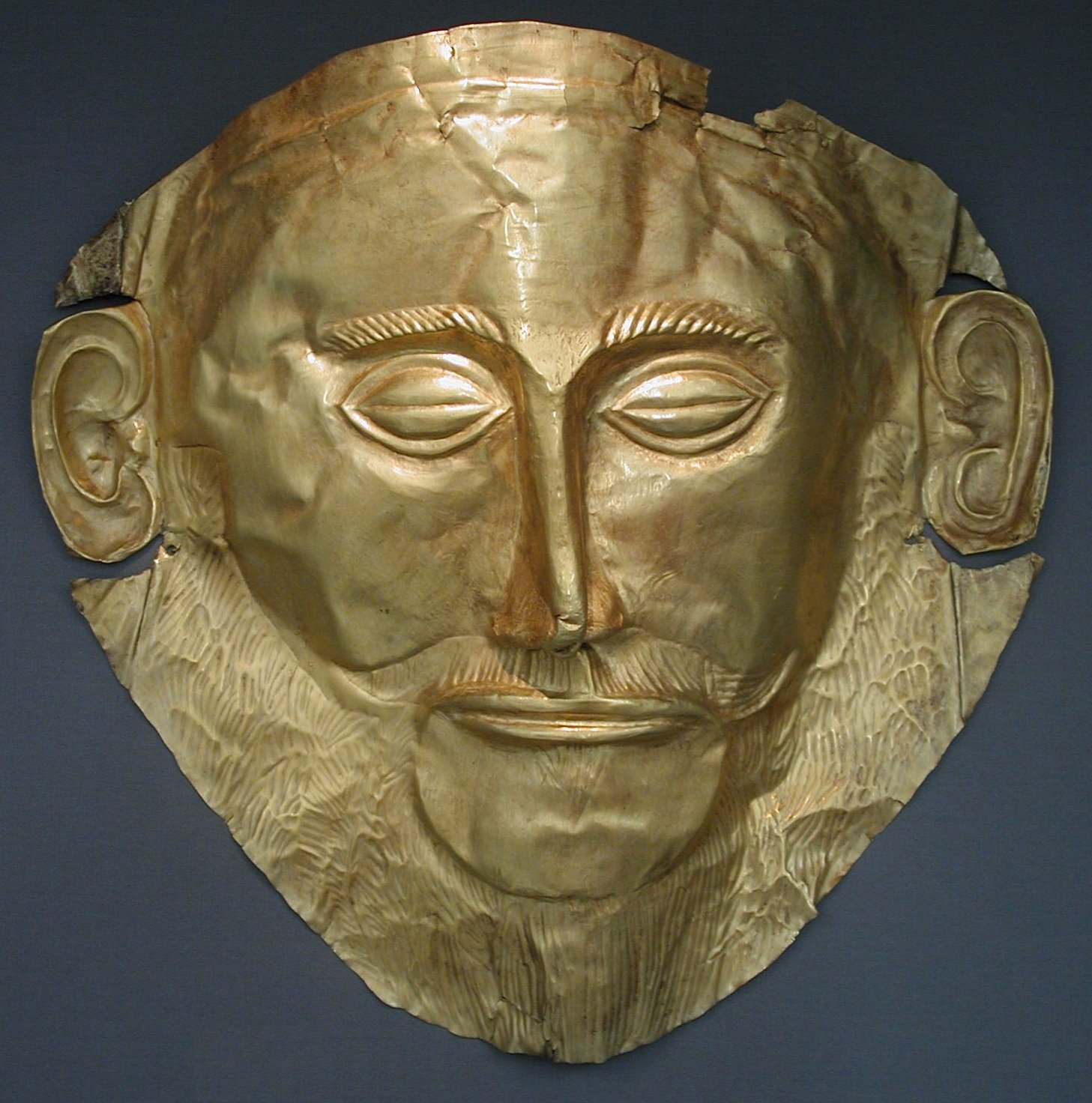
阿伽门农的面具

迈锡尼人的工艺制品相当精美，他们常在物品上装饰华丽的图案，且喜欢用金银为材质制作工艺品，并在这些工艺品上装饰以浮雕。
迈锡尼时期没有留下大的雕塑，这阶段所产总体是一些土培的精致的小雕塑，主要发现于Phylakopi，但也发现于迈锡尼、梯林特或亚辛（Asine）。大多数雕塑表现男性或女性人形，但也存在动物造型的。他们有不同的姿势，如双手向天空展开，或是合抱于腹部，或是坐着等。它们经过上色，黑白或彩色都有。制造它们的目的不明，不过很有可能是为祭祀之用，因为发现它们的地点通常具有宗教意味。

### 绘画
迈锡尼时期的绘画受到米诺斯文明的很大影响，但与前者相比，迈锡尼的绘画较为简陋。如所发现的一些宫殿壁画，其表现的主题多样：捕猎（包括斗牛）、战斗、队列、神话传说等。其他壁画表现为几何图案。如上文所述，一部分陶器也绘有相似主题的图案。

### 武器
军事装备存放在当时的国库中，最大的发现是登德拉盔甲。它是一整套武士盔甲，胸甲是由皮衣上缝青铜片所制成。这付盔甲的重量非常制约武士的行动力，所以一般认为这是给战车上的战士所备。防御性的武器装备包括数种头盔，特别是一种野猪头的样式，不过它在青铜时代后期（HR）的最后几阶段中消失匿迹。他们使用两种盾：一种呈8字型；另一种为方形，上缘为圆角。它们为木或皮制。
进攻性武器大多是青铜制，发现有长枪和标枪，以及一大批不同尺寸或劈或砍之用的剑。最后，一些手柄和箭头见证了这时期弓箭的使用。

## 墓葬习俗

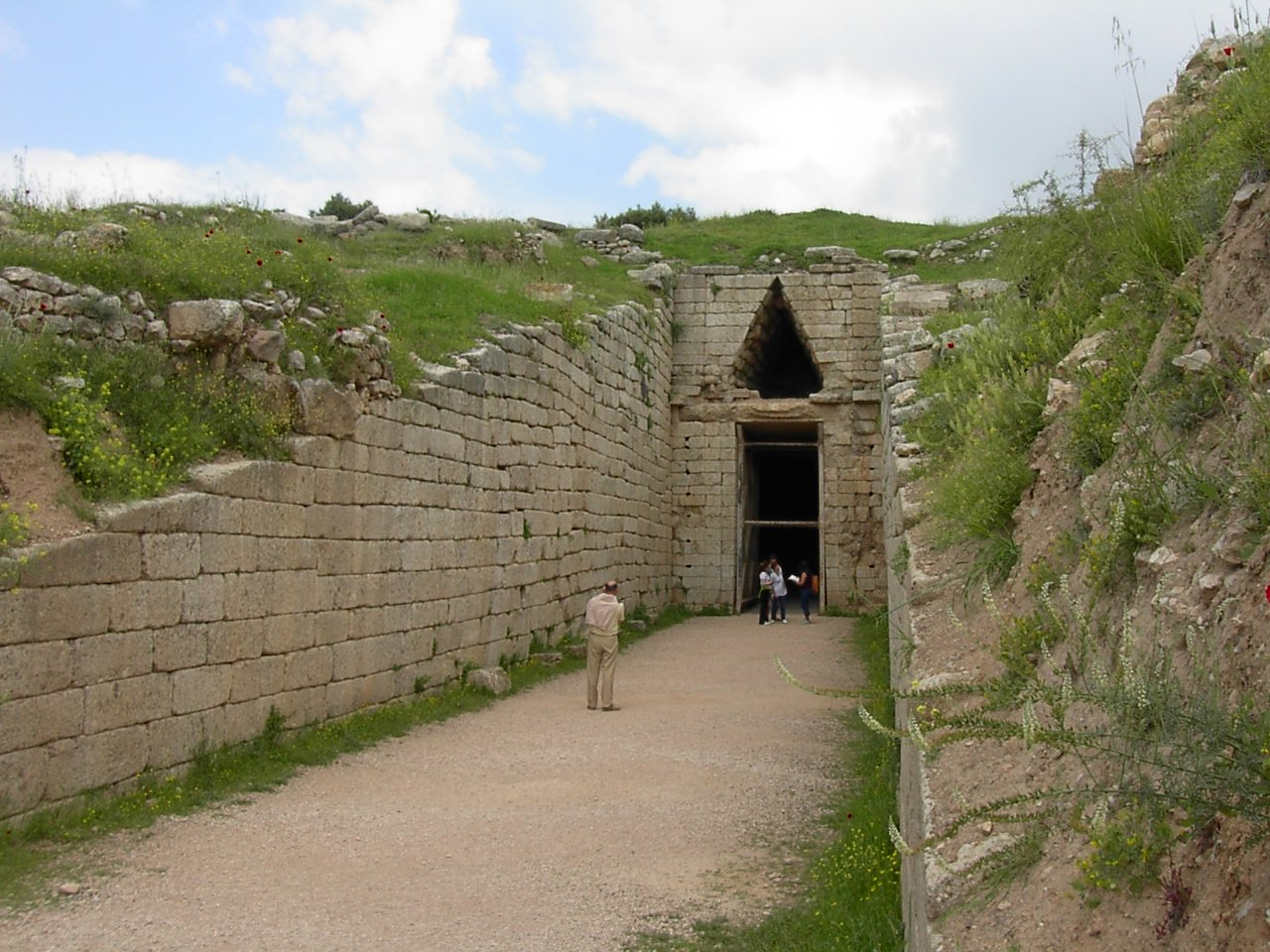
迈锡尼“阿伽门农墓”的入口

希腊青铜时代最流行的墓葬形式是土葬。遗体被埋在居住区外的公墓内，有时在圆顶墓(θόλος / tholos)中，有时甚至是屋子底下。圆顶墓的墓葬形式可以追溯到希腊的印欧部落时期，他们植根于公元前三千年的巴尔干，以至上溯到库尔干文化。而那些私人墓葬使用带有石子砌面的石棺。其中，HR I时期出现过一套墓葬家具，但在其后的时期中再未重现。此外，青铜时代初期还出现过方形公共墓葬。很难确定这些不同形式的墓葬是否如人们经常认为的那样标志着社会地位的不同，如圆顶墓中所葬为社会精英，私人墓葬属于是富裕的阶层，而公共墓地则是普通人的归宿等。另外，随着时间的推移，火葬越来越多见，直至HR III C时期成为十分重要的墓葬形式。这可能是新的种族进入希腊的证据。
迈锡尼时期最壮观的墓葬是位于迈锡尼城的巨大的王室墓地。最著名的是“阿伽门农墓”（或“阿特柔斯的宝藏” ），是一个“圆顶墓”。附近坐落着另外一些墓葬（称为“A圈”），如所谓“克吕泰涅斯特拉墓”以及“埃癸斯托斯墓”。它们都是施里曼在发掘迈锡尼的过程中出土的，蕴含着丰富的珍宝。

## 结束
迈锡尼文明的结尾给我们留下许多仍未解决的谜团，无论是对于时间表还是对事件的解释。
HR III B1的末期标志为数次毁坏，特别是在迈锡尼城。在HR III B2时期，可以观察到迈锡尼城市的防御工事有明显增加，暗示着不安的上升。不过这应该不是一种危机，因为在这些地层所发现的考古材料见证了一个毫不输于前代的财富。这个时期的结束还是出现了大多数大陆迈锡尼城市的毁坏。
HR III C见证了希腊城址的减少，在某些地区甚至非常严重（维奥蒂亚地区9/10的城市，以及阿尔戈斯地区2/3的城市）。不过迈锡尼城和梯林斯城一直保有居民，并且发掘出的文物仍然表现出迈锡尼的特色，因而HR III C时期应该还是迈锡尼文明的一个时期。然而出现了一种新的所谓“蛮族的”陶器类型，因为它曾经被归因为外敌入侵，或是伴随着的火葬习俗的增加。
是什么导致迈锡尼文明在这个时期的衰落呢？有数种解释被提出，而其中試著透過气候变化或是自然灾害（地震）等方法的解釋已經沒落。现存有两大理论：人口流动以及内部冲突。
第一个理论将迈锡尼城市的摧毁歸咎於入侵者，一说多利安人，一说海上民族。我们知道前者在更早之前，已經出現在希臘大陸，所谓的“多利安人入侵亚该亚人”的理论很难立足。另一方面，在埃及古籍中记载的这一时期从巴尔干地区迁徙至近东的民族產生新的理論，冠名以“海上民族”。这可能是个史实。我们知道这个民族（弗里吉亚人）在安纳托利亚或黎凡特多所破壞，而公元前12世纪埃及文本中记载的Eqwesh人（联系：“亚该亚人”）让一些专家假设迈锡尼人也参与了这些入侵，而这一点并不确定。现有的资料不足以确认希腊世界发生了什么。
剩下的第二个理论，认为迈锡尼文明的陨落發蕴于社会内部冲突，如社会最底层对于宫廷制度的反抗，因为前者在青铜时代末期日益贫困。这个理论有时加入第一个理论的因素，试图混合社会冲突和种族冲突。
无论原因如何，迈锡尼文明确实于HR III C时期之后消失，随着迈锡尼城和梯林斯城再次被毁而丧失其势力。这个结局，大约发生于公元前12世纪的最后几年，是一个漫长的衰亡过程的终点。而继后的公元前11世纪见证了新的历史内容，即几何时期的开端，和漫长的黑暗时代的肇始。

## 与后世的关系
剑桥大学古代史教授摩西斯·芬利在1957年指出，在迈锡尼文明和荷马时代社会之间存在着根本性差异，“它们不仅为数个世纪所分开，也为非常深层的传统断裂所分开”，他进一步阐述：“在迈锡尼文明衰亡之后所发生的不仅仅是现存社会结构内部的衰落，而是同时在特征上的衰落的改变。然后，在新的希腊社会从新的开端兴起时，它朝向一个非常不同的方向发展，以至于公元前1200年前存在过的那样一个世界再未在希腊本土重现过。从这个意义上说，这个中断是完全的和永久性的。”
安东尼·斯诺德格拉斯则更进一步指出:“到公元前9世纪，此前迈锡尼文明的所有重要痕迹业已从希腊世界消逝……它那复杂的、高度分层的社会，连同那些从城堡和王宫里进行统治的国王，精心安排的土地所有制，对生产与税收细致入微的监控，手工业的专门化，军队和道路网络，都已一去不复返了。并非希腊人忘却了迈锡尼时代的那段历史……但事实是，他们现在的行为同祖先的相似之处如此之小，以至于他们几乎没有能从祖先那里学到什么有用的东西。”斯氏的学生罗宾·奥什邦说:“除了一些被破坏了的纪念建筑方便于维系其传说之外，公元前8世纪的希腊人得之于公元前12世纪的希腊人的几乎就只有语言和那些传说了。”斯氏的另一个学生詹姆斯·惠特利则说:“爱琴海地区的国家形成、‘文明兴起’发生了两次：第一次发生在青铜时代，产生了克里特的米诺斯文明和希腊的迈锡尼文明；第二次发生在铁器时代早期，产生了希腊古风和古典时代的文明，即城邦文明。”
在希腊史研究中，公元前8世纪则被看成是一个具有划时代意义的时期。希腊史专家、斯坦福大学古代史教授扬·莫里斯说:“在工业革命之前的世界历史上，很少有这样一个时期，其间社会在100年的时间里经历如此深刻的变革。”
片面地鼓吹迈锡尼文明与后世西方文明的差异，认定古希腊城邦文明完全兴起于公元前8世纪，这很大程度上是由于西方人将城邦文明视为一切价值的源头，诸如民主、自由、个人权利等，但不能和王权专制联系在一起。如果接受迈锡尼和希腊古典时代之间的延续性，城邦文明的合法性就继承自迈锡尼的王权专制了。因此，它们必须是中断的，而其间的“黑暗时代”恰到好处地为之提供了解释的依据：城邦文明是在“黑暗时代”后期新生的，是革命性变化的产物，同几个世纪前已消亡的迈锡尼文明毫无关系。而在一些学者的描述中，迈锡尼被描述为高度中央集权的君主专制的军事性帝国，仿佛其与后世的城邦民主文化是完全格格不入的。
然而，近年来对迈锡尼社会的进一步研究表明，迈锡尼王国中央集权的程度可能受到夸大，地方在政治、社会经济生活领域都拥有相当的自治权。而王宫对于王国经济的动员并非总是直接干预，而是不得不同时依赖包括税收及市场调节在内的各种间接方式。迈锡尼本身可能是一个保留有氏族民主制残余的城邦联盟制的有限王权国家，国王有将军辅佐，并有由贵族组成的贵族会议和公民组成的民众大会监督王权。后来的城邦民主文化的兴起，可能只是迈锡尼王国崩溃之后希腊社会渐次演化的结果，而这正类似于本身带有氏族民主制色彩的罗马王政时代转变为罗马共和国。荷马史诗所描绘的情形很可能是迈锡尼文明和城邦文明之间的中间环节。
法国学者凡·埃方特尔在1984年提出，在迈锡尼王宫的空间之外，还存在“共同生活体”，“其间包含的某些特征似乎暗示或预兆了后来成为城邦的体系”。皮埃尔·卡尔利埃也在1991年指出:“迈锡尼时期的damoi形成了主要的集体组织形式，并且或许是像雅典这样城市中的村社的源头。”不过这些见解由于不符合希腊城邦文明产生于公元前8世纪的主流观点，从而大体上被忽视了。而在1964年，英国考古学家在雅典北面尤卑亚岛位于古城埃雷特里亚和哈尔基斯的勒夫坎地发现了一个“黑暗时代”的大型遗址，其居住情况从迈锡尼时代一直延续到公元前700年左右。该遗址中的墓地出土了大量随葬品，其中的一些表明它和塞浦路斯及黎凡特地区有着密切的联系。该遗址还发现了一座建于公元前1000年左右的大型半圆形柱式建筑，长50米，宽14米，以内外成排的柱子支撑屋顶。其中央大厅埋葬着一男一女以及四匹马，可能说明是地方首领的墓葬或是英雄崇拜的地方。爱瑞妮·勒莫斯在《原始几何陶时期的爱琴海地区:公元前11 世纪后期和前10 世纪的考古学》一书中也指出，“本书所讨论的考古材料揭示，爱琴海地区不仅从青铜时代末期社会经济结构的崩溃中幸存了下来，而且其居民还发展出了不同的社会社区，它们有更好的潜力，而且很可能有更成功的未来。”坚持“黑暗时代”之说的奥立弗·迪金森（Oliver Dickinson）也认为，所谓“崩溃” 并非“社会不可逆转的崩溃”，虽然王宫被毁了，但在不同的遗址都可看到有组织的重建的努力以及新的建筑。因此，他认为涵盖了公元前12-前11世纪大部分时间的“后王宫时期(Postpalatial Period)”，“不应被看成是爱琴海地区青铜时代相对短暂而且低落的尾声，而应被看作潜在的非常重要的阶段，有其独特的特征，对于后来的发展进程可能产生了很大的影响”。

### 引用
1. ↑  Knodell, Alex R. (2021). Societies in Transition in Early Greece: An Archaeological History. Oakland, CA: University of California Press. doi:10.1525/luminos.101. ISBN 978-0-520-38054-7.
2. ↑  Lazaridis, Iosif; Mittnik, Alissa; Patterson, Nick; Mallick, Swapan; Rohland, Nadin; Pfrengle, Saskia; Furtwängler, Anja; Peltzer, Alexander; Posth, Cosimo; Vasilakis, Andonis; McGeorge, P. J. P.; Konsolaki-Yannopoulou, Eleni; Korres, George; Martlew, Holley; Michalodimitrakis, Manolis; Özsait, Mehmet; Özsait, Nesrin; Papathanasiou, Anastasia; Richards, Michael; Roodenberg, Songül Alpaslan; Tzedakis, Yannis; Arnott, Robert; Fernandes, Daniel M.; Hughey, Jeffery R.; Lotakis, Dimitra M.; Navas, Patrick A.; Maniatis, Yannis; Stamatoyannopoulos, John A.; Stewardson, Kristin; Stockhammer, Philipp; Pinhasi, Ron; Reich, David; Krause, Johannes; Stamatoyannopoulos, George (2017). "Genetic origins of the Minoans and Mycenaeans". Nature. 548 (7666): 214–218. Bibcode:2017Natur.548..214L. doi:10.1038/nature23310. ISSN 0028-0836. PMC 5565772. PMID 28783727.
3. ↑  Fields, Nic; illustrated by Donato Spedaliere (2004). Mycenaean Citadels c. 1350–1200 BC (3rd ed.). Oxford: Osprey Publishing. ISBN 9781841767628.
4. ↑  Cartwright, Mark. . World History Encyclopedia.   [2023-04-04]. （原始内容存档于2023-08-16） （英语）.
5. ↑  Hammond 1976, p. 139: "Moreover, in this area a small tholos-tomb with Mycenaean pottery of III B style and a Mycenaean acropolis have been reported at Kiperi near Parga, and another Mycenaean acropolis lay above the Oracle of the Dead on the hill called Xylokastro."; Tandy 2001, p. xii (Fig. 1); p. 2: "The strongest evidence for Mycenaean presence in Epirus is found in the coastal zone of the lower Acheron River, which in antiquity emptied into a bay on the Ionian coast known from ancient sources as Glykys Limin (Figure 2-A)."
6. ↑  Hatzopoulos 2011, p. 53: "There is one illusion that ought to be first dispelled—that Mt Olympus and the Kambounian mountains constituted an impassable barrier between Thessaly and Macedonia. In fact recent archaeological discoveries have established that already in the second millennium bc the Mycenaean world extended well beyond Thessaly and included at least the southern part of Macedonia. Abundant Mycenaean pottery, both imported and locally produced, weapons, pins, brooches and syllabic script have been found in tombs of Orestis, Elimeia and Pieria."; Borza 1992, p. 64: "The existence of a Late Bronze Age Mycenaean settlement in the Petra not only confirms its importance as a route from an early period, but also extends the limits of Mycenaean settlement to the Macedonian frontier."
7. 1 2  Castleden, Rodney (2005). The Mycenaeans. London and New York: Routledge. ISBN 978-0-415-36336-5.
8. 1 2  van Wijngaarden, Geert Jan (2002). Use and Appreciation of Mycenaean Pottery in the Levant, Cyprus and Italy (1600–1200 BC). Amsterdam: Amsterdam University Press. ISBN 978-9-05-356482-0.
9. ↑  van Wijngaarden 2002, Part II: The Levant, pp. 31–124; Bietak & Czerny 2007, Sigrid Deger-Jalkotzy, "Mycenaeans and Philistines in the Levant", pp. 501–629.
10. ↑  Peruzzi, Emilio (1980). Mycenaeans in Early Latium. Rome: Edizioni dell'Ateneo & Bizzarri.
11. ↑  Morris, Ian (1996). "Greece: Dark Age Greece". In Fagan, Brian M. (ed.). The Oxford Companion to Archaeology. Oxford: Oxford University Press. pp. 253–256. ISBN 9780195076189.
12. ↑  The extent to which Homer attempted to or succeeded in recreating a "Mycenaean" setting is examined in Moses I. Finley The World of Odysseus, 1954.
13. ↑  A. Furumark, Mycenaean Pottery, vol. II Chronology, 1941.
14. ↑  Aegean Prehistoric Archaeology Archive.today的存檔，存档日期2012-07-18
15. ↑  Chr. Piteros, J.-P. Olivier et J.-L. Melena, « Les inscriptions en linéaire B des nodules de Thèbes (1982) : la fouilles, les documents, les possibilités d'interprétation », Bulletin de correspondance hellénique, 114 (1990), p. 103–184.
16. ↑  约翰·史蒂文森. . 董晓黎（译）. 北京: 中国友谊出版公司. : 26–27. ISBN 978-7-5057-2288-0.
17. ↑  邵大箴 《古代希腊罗马美术》28页
18. ↑  Blegen（英语：Carl Blegen）, 1962
19. ↑  M.I. 芬利:《荷马和迈锡尼:财产与所有制》(M.I.Finl ey ，“Homer and Mycenae:Property and Tenure ” )，《历史》(Historia)第6卷，1957 年，第133-159页
20. ↑  A.M. 斯诺德格拉斯:《希腊古风时代:实验的时代》，第15页
21. ↑  罗宾 奥什邦:《希腊的形成，公元前1200 年—前479 年》(Robin Osborne ，Greece in theMaking 1200 -479BC)，奥克松:2009年版，第3页
22. ↑  J·惠特利:《希腊黑暗时代的风格与社会:一个前文字社会变化的命运》(J .Whitley ，Style and Society in Dark Age Greece:The Changing Fate of a Pre - literate Society )，剑桥:1991年版，第9页
23. ↑  扬·莫里斯:《8世纪革命》，第65页
24. ↑  霍晓珊《阿伽门农：王权的兴起与灭亡》，《文教资料》2017年
25. ↑  王以欣《迈锡尼时代的王权:起源和发展》，《世界历史》2005年
26. ↑  罗宾·奥什邦:《希腊的形成》，第2页
27. 1 2  黄洋《迈锡尼文明、“黑暗时代”与希腊城邦的兴起》，《世界历史》2010年
28. ↑  马丁·尼尔森：《荷马与迈锡尼》（Martin P.Nilsson，Homer and Mycenae），伦敦1933年版，第215—226页
29. ↑  卡罗尔·G·托马斯:《迈锡尼时期希腊政治认同的成分》(Carol G.Thomas ，“The Components of Political Identity in Mycenaean Greece ”)，罗伯特·拉菲内尔和沃尔夫·第特里奇主编:《政体:青铜时代爱琴海地区的社会与国家》(Robert Laf fineur and Wolf - Dietrich Niemeier eds .，Politeia :Societ y and State in the Aegean Bronze Age)第2卷，列日和奥斯汀:1995 年版，第349—354页。
30. ↑  保罗·霍尔斯特德:《迈锡尼时代的王宫经济:充分利用证据的空缺》(Paul Halstead ，“The Mycenaean Palatial Economy:Mak -ing the most of the Gaps in the Evidence” )，《剑桥古典学会会刊》(Proceedings of the Cambridge Philological Society )第38卷，1992年，第57-86页；《建构迈锡尼时期王宫动员的模式》(“Toward a Model of Mycenaean Pal atial Mobili zation ” )，迈克尔·L·加拉提和威廉·A·帕金森主编:《重新思考迈锡尼时期的王宫Ⅱ 》(Michael L.Galaty and Wi lliam A.Parkinson eds .，Rethinking Mycenaean Palaces Ⅱ )，洛杉矶:2007 年版，第66-73页;皮亚·德·菲迪奥:《迈锡尼王宫体系的集权化及其局限》(Pia de Fidio ，“Cent ral ization and i ts Limits in the Mycenaean Palatial Syst em ”)，索非亚·伏萨基和约翰·基伦主编:《迈锡尼时期王宫国家的经济与政治》(Sofia Voutsaki and John Killen eds，Economy and Politics in the Mycenaean Palace States )，剑桥:2001年版，第15—25页。
31. ↑  扬·莫里斯:《分期与英雄:构建黑暗时代》
32. ↑  详细考古报告见M.R. 波法姆、L.H. 萨克特和P.G. 特米利斯:《勒夫坎地I ，铁器时代:居民点和墓地》(M.R.Popham ，L.H .Sackett and P.G.Themelis ，Lefkandi I ，The Iron Age:The Settlement ;The Cemeteries )，伦敦:1980 年版;R.W.V. 卡特林和 I.S. 勒莫斯:《勒夫坎地II ，原始几何陶时期的屯巴建筑:第1 部分，陶器》(R.W.V.Catling and I.S.Lemos ，Lefkandi II，The Protogeometric Building at Toumba :Part 1 :The Pottery ，Briti sh School at Athens Supplementary Volume ，no.22 )，伦敦:1990 年版;M.R. 波法姆、P.G. 卡里加斯和L.H. 萨克特:《勒夫坎地II ，原始几何陶时期屯巴的建筑:第2 部分，发掘，建筑与发现》(M.R.Popham ，P.G.Calligas and L.H.Sackett ，Lefkandi II ，The Protogeometric Building at Toumba ，Part 2 :The Excavation ，Architecture and Finds )，伦敦:1993 年版;M.R. 波法姆和I.S. 勒莫斯:《勒夫坎地III :铁器时代早期屯巴的墓地》(M.R.Popham and I.S.Lemos ，Lefkandi III :The Early Iron Age Cemetery at Toumba )，伦敦:1996 年版;D. 爱弗利主编:《勒夫坎地IV ，青铜时代:色诺波利斯的晚希拉底克IIIC 期定居点》(D.Evely ，ed .，Lef kandi IV ，The Bronze Age :The Lat e Helladic IIIC Settlement at Xeropol is)，伦敦:2006 年版。
33. ↑  爱瑞妮·S·勒莫斯:《原始几何陶时期的爱琴海地区:公元前11世纪后期和前10世纪的考古学》，第224页
34. ↑  奥立弗·迪金森:《从青铜时代到铁器时代的爱琴海地区:公元前12 世纪和前8 世纪之间的延续与变化》，第60页